# Ebele (Vorname)
Ebele bzw. Ebere ist ein weiblicher und männlicher Vorname.

## Herkunft und Bedeutung
Ebele ist ein mythischer Jäger der Mythologie Nigerias und gilt als Stammvater zahlreicher Völker der Igbo-Gruppe (veraltet Ibo). Daneben bedeutet igbo ebele, ebere auch ‚Segen, Gnade, Freundlichkeit‘ und findet sich als weiblicher und männlicher Name.

## Varianten
Beide Formen sind Kurzname zu:
- Ebelechukwu, Eberechukwu (‚Gott ist gnädig zu mir‘)[3]
- Ebelegbulam, Eberegbulam (‚durch Freundlichkeit bin ich unverletzbar‘)[3]
Abkürzung auch: Eby
- Chidiebele, Chidiebere (‚Gott ist gnädig‘)[4]
Abkürzung auch: Chidi

## Bekannte Namensträger

### Männlich
- Goodluck Ebele Jonathan (* 1957), nigerianischer Politiker, Staatspräsident Nigerias

### Weiblich
- Ebele Okoye (* 1969), nigerianische Malerin